# Todros Geller
Pour les articles homonymes, voir Geller.
Todros Geller (en yiddish : טודרוס געלער), né le 1er juillet 1889 à Vinnytsia, dans l'Empire russe, aujourd'hui en Ukraine, et mort le 23 février 1949 à Chicago, aux États-Unis, est un artiste et enseignant juif américain connu comme un maître graveur et un artiste important de la communauté artistique de Chicago.

## Biographie
Todros Geller est né le 1er juillet 1889 à Vinnytsia, dans l'Empire russe, aujourd'hui en Ukraine,,. Il est le fils de Jeshaja - Yeshaya Geller et de Sara Kaplin. Yeshaya Geller est un riche propriétaire d'épicerie. Todros Geller a une sœur, Dora Geller (plus tard, Dora Gaisin). 
Il étudie d'abord dans un séminaire grec catholique à Vinnytsia. Puis il Il étudie l'art à Odessa, en Russie.
Ayant vécu un pogrom à Vinnytsia, la famille Geller, immigre en 1906 à Montréal, au Canada. Il  étudie à l'Art & Manufacturing council’s school à Montréal. Il travaille comme photographe, parcourant le pays. En 1913, il se marie avec Olga Simkin et s'établit à Chicago. De 1918 à 1923, il étudie à l' École de l'Art Institute of Chicago (AIC), tout en travaillant de nuit.
Il étudie avec George Bellows, qui est professeur invité en 1919-1920. Ce dernier inspire une génération d'étudiants, le futur mouvement moderniste de Chicago, caractérisé par une vision plus libre et démocratique.
Durant les années 1922 à 1928, il étudie puis enseigne au Jewish People's Institute (JPI) à Chicago.
Il enseigne au Hull House à Chicago. 
De 1923 à 1948, il est superviseur artistique pour le Jewish Education Council et directeur du College of Jewish Studies,).
Il publie, avec succès, en 1926 un premier d'une série de quatre ouvrages sur le judaïsme et l'artisanat. Les revenus de ces publications lui permet de voyager en 1927 en Europe et en Palestine mandataire. Il retourne aux États-Unis en 1928. Il reprend son enseignement au JPI et au Midwest Art Student League.
En 1936, il participe au premier American Artists Congress dont le thème est Contre la Guerre et le Fascisme.
En 1937, il fait don de tirages à un ensemble d'œuvres d'art intitulé Birobidjan, pour ramasser des fonds pour des colonies juives en Union soviétique.
Todros Geller est un des fondateurs de Around the Palette, connu plus tard comme l' American Jewish Art Club. Il en est vice-président en 1938 et 1939. Il devient président de Artists Association  de Chicago. Le club ouvre une galerie en sa mémoire qui porte son nom.

## Expositions
Il expose, entre autres, au Art Institute of Chicago, à l'Exposition universelle de New York 1939-1940  et au Whitney Museum of American Art, en 1941.

## Ouvrages illustrés
- Ben M. Edidin (éd.), Chanukah : Jewish Child Home Library, illustrations, Chicago, Board of Jewish Educatoin, [1930].
- Rose G. Lurie, The Great March: Post-Biblical Jewish Stories, illustrations, Cincinnati, The Union of American Hebrew Congregations, 1931.
- (yi) Efraim M. Rosenzweig, From Land to Land, illustré de bois gravés, Chicago, L. M. Stein, 1937.
- (yi) H. L. Simon, Lider, bois gravés, Chicago, Farlag M. Ceshensky, 1939.
- Selected Jewish Songs for Members of the Armed Forces, illustrations, New York, National Jewish Welfare Board, 1943.
- Louis Wirth, The Ghetto, illustré de bois gravés, Chicago, The University of Chicago Press, 1946.

## Prix
- The Fanny J. Kendall Prize[4].
- Library of Congress National Print Exhibition Award (à trois reprises: 1941, 1944, 1945)[4].
- American Institute of Graphic Artists Award (à deux reprises: 1944,  1945)[4].